# Longjiangbrug

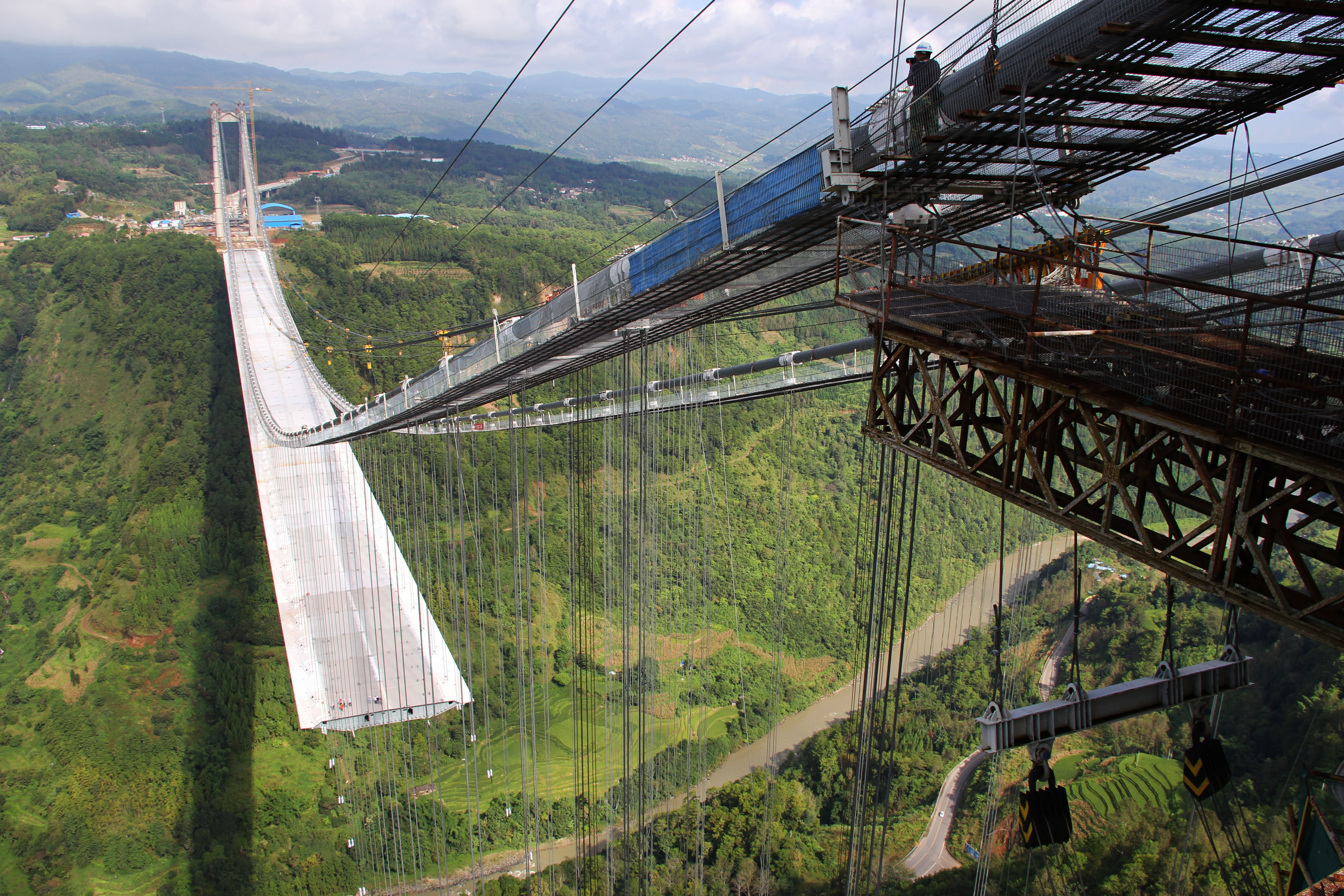
De Longjiangbrug nog in aanleg (26 september 2015)

De Longjiangbrug (Chinees: 龙江特大桥) is een hangbrug over de Longjiang zo'n 50 km ten zuidwesten van Baoshan. De brug is gelegen in de zuidelijke provincie Yunnan in de Volksrepubliek China.
Bij zijn ingebruikname op 1 mei 2016 stond de hangbrug qua overspanning op de zeventiende positie in de wereldranglijst. De totale lengte van de brug is 2.471 meter, de hoogte van de twee pylonen 169,7 meter, de grootste overspanning 1.196 meter. Het brugoppervlak bevindt zich niet minder dan 280 m boven het water van de rivier in de vallei.
De brug kostte 1,96 miljard yuan en de constructieperiode liep van 2011 tot 2016. De brug is onderdeel van het traject van de S10 Baoteng, een provinciale expresweg tussen Baoshan en Tengchong, die vandaar aansluiting heeft op het wegennet van Myanmar.